# Долно-Ново-Село (Старозагорская область)
Долно-Ново-Село (болг. Долно Ново село) — село в Болгарии. Находится в Старозагорской области, входит в общину Братя-Даскалови. Население составляет 81 человек.

## Политическая ситуация
Долно-Ново-Село подчиняется непосредственно общине и не имеет своего кмета.
Кмет (мэр) общины Братя-Даскалови — Ваня Тодорова Стоева (коалиция партий: Болгарская социалистическая партия (БСП), национальное движение «Симеон Второй» (НДСВ)) по результатам выборов.